# Jr III Racing
Le Jr III Racing est une écurie de sport automobile américaine fondée en 2017 par Billy Glavin. Elle fait participer des Sport-prototype en catégorie LMP3 dans des championnats tels que le WeatherTech SportsCar Championship et l'IMSA Prototype Challenge.

## Histoire
En 2019, le Jr III Racing avait fait ses premiers pas en IMSA Prototype Challenge en participant à deux manches de ce championnat avec une Ligier JS P3. Celle-ci avait été confiée au pilote américain Kris Wilson.
En 2020, malgré la volonté de faire rouler 2 Ligier JS P3 dans le championnat IMSA Prototype Challenge, c'est finalement avec une Ligier JS P3 que l'écurie participa a ce championnat. La voiture avait été confiée aux pilote américain Eric Palmer et Greg Palmer, respectivement père et fils. En fin, d'année, l'écurie avait sécurisé la livraison de la première Ligier JS P320 sur le sol américain. L'écurie avait pris la décision d'acquérir cette voiture afin de pouvoir participer au championnat WeatherTech SportsCar Championship qui, à partir de la saison 2021, allait ouvrir son championnat a cette catégorie de voiture.

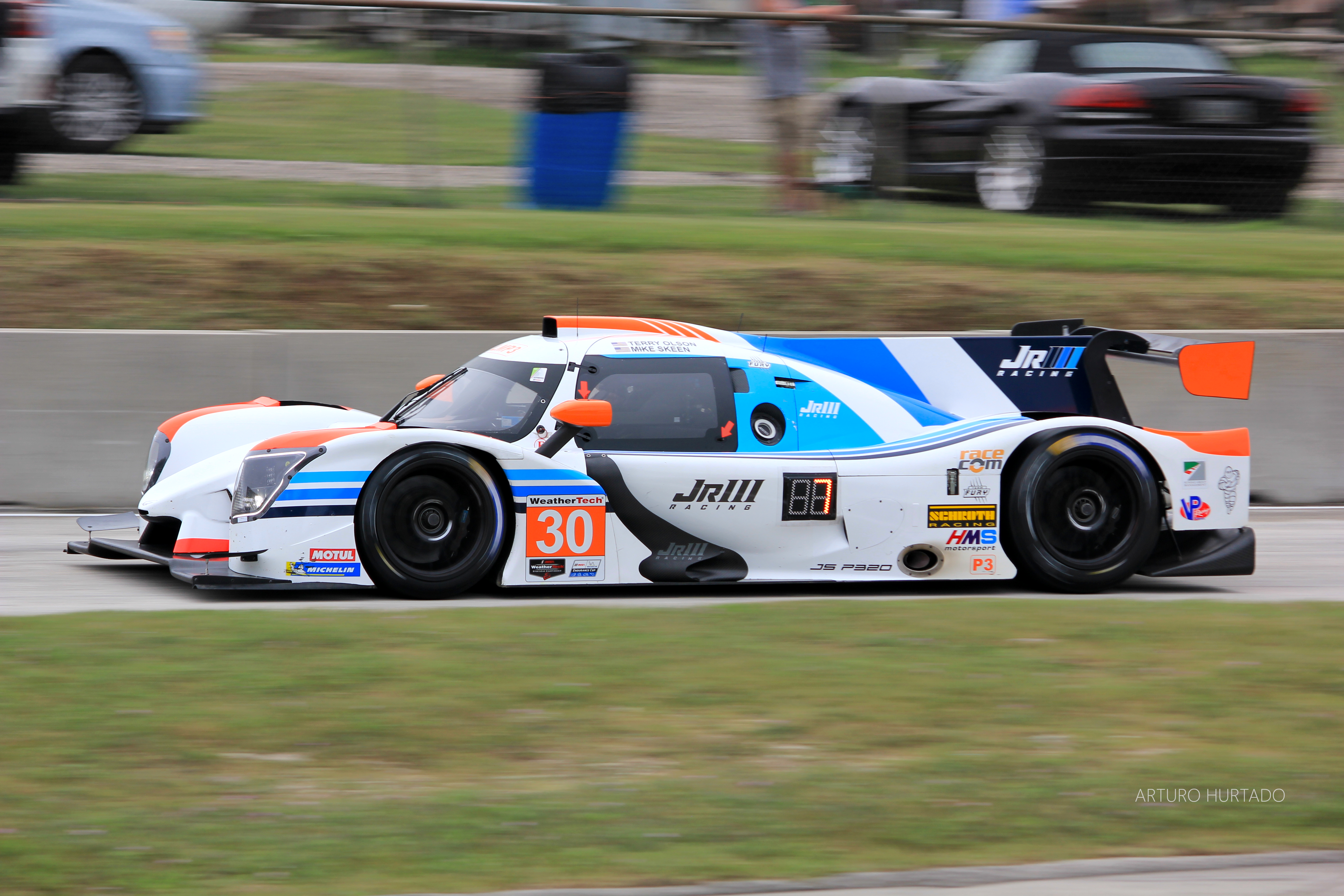
La Ligier JS P320 no 3 de l'écurie Jr III Racing lors du Road Race Showcase 2021

En 2021, l'écurie participa de nouveaux au championnat IMSA Prototype Challenge. Les pilotes Eric Palmer et Greg Palmer fût qui avait roulé avec le Jr III Racing la saison précédente avaient continué l'expérience et les pilotes Terry Olson, Mike Skeen (en), Ken D'Arcy, Marc Sharinn, Ari Balogh, Natasha Balogh et Garett Grist prirent part à l'aventure aux mains des 2 Ligier JS P320 de l'écurie. La structure avait annoncé en 2020 son souhait de participer au championnat WeatherTech SportsCar Championship et c'est pour la manche de Road Race Showcase qu'elle effectua ses premiers pas dans ce championnat avec comme pilotes les pilotes américains Mike Skeen (en) et Terry Olson. L'expérience avait été renouvelée pour la dernière manche du championnat, les Petit Le Mans où l’expérimenté pilote américain Spencer Pigot avait composé l'équipage avec le pilote américain Ari Balogh et le pilote canadien Garett Grist. L'expérience se termina de la meilleure des manières car malgré un accident durant la course qui causa un drapeau rouge, l'écurie fini la course en 2e position de la catégorie LMP3 après avoir également mené cette classe durant la course.
En 2022, l'écurie planifie de participer de nouveau au championnat WeatherTech SportsCar Championship avec une voiture qui sera confiée au pilote américain Ari Balogh et le pilote canadien Garett Grist

## Résultats en compétition automobile

### Résultats enWeatherTech SportsCar Championship
| Année | Classe | no | Voiture        | Pneus | 1   | 2   | 3   | 4   | 5   | 6   | 7     | 8     | Total | Pos. |
| ----- | ------ | -- | -------------- | ----- | --- | --- | --- | --- | --- | --- | ----- | ----- | ----- | ---- |
| 2021  | LMP3   | 30 | Ligier JS P320 | M     | DAY | DAY | SEB | MOH | WGL | WGL | ELK 7 | ATL 2 | 608   | 6e   |
| 2021  | LMP3   | 30 | Ligier JS P320 | M     | Q   | C   | SEB | MOH | WGL | WGL | ELK 7 | ATL 2 | 608   | 6e   |

## Pilotes
- Ken D'Arcy (2021)
- Ari Balogh (2021)
- Natasha Balogh (2021)
- Garett Grist (2021)
- Terry Olson (2021)
- Eric Palmer (2020-2021)
- Greg Palmer (2020-2021)
- Spencer Pigot (2021)
- Marc Sharinn (2021)
- Mike Skeen (en) (2021)
- Kris Wilson (2019)